# Cuspidaria weberbaueri
Cuspidaria weberbaueri là một loài thực vật có hoa trong họ Chùm ớt. Loài này được (Sprague) A.H.Gentry mô tả khoa học đầu tiên năm 1973.